# Десети сазив Народне скупштине Републике Српске
Десети сазив Народне скупштине Републике Српске конституисан је 19. новембра 2018. године на основу резултата избора који су одржани 7. октобра. За предсједника Народне скупштине по други пут је изабран Недељко Чубриловић из ДНС-а (касније члан односно предсједник новоосноване странке ДЕМОС). Приликом избора предсједника Народне скупштине дошло је до подјеле 12 изабраних посланика ДНС-а, тако што је Клуб посланика ДНС-а (њих 8 укључујући Душка Ивића) предложио Душка Ивића за предсједника, а група посланика ДНС-а (њих 4 укључујући Недељка Чубриловића) је предложила Недељка Чубриловића. За избор предсједника су пресудни били гласови остатка владајуће коалиције која је гласала за Недељка Чубриловића, који је са укупно 51. гласом изабран за предсједника Народне скуптштине, док је Душко Ивић добио 8 гласова. Дан након избора за предсједника, Недељко Чубриловић као и остала три посланика ДНС-а који су стали на његову страну су искључени из странке. Та четири посланика су 30. новембра најавила формирање Независног демократског клуба у Народној скупштини, а убрзо су основали и нову странку ДЕМОС.
За потпредсједнике Народне скупштине 5. децембра 2018. су изабрани: Жељка Стојичић (СНСД), Милан Петковић (УС), Соња Караџић Јовичевић (СДС) и Сенад Братић (СДА). Сенад Братић је смијењен са мјеста потпредсједника 18. септембра 2019. године , а умјесто њега је за потпредсједника 3. марта 2020. године изабран Денис Шулић (СНСД).

## Расподјела мандата
| Назив посланичког клуба или групе | Број освојених мандата (октобар 2018) | Број мандата на крају сазива (октобар 2022) |
| --------------------------------- | ------------------------------------- | ------------------------------------------- |
| СНСД                              | 28                                    | 30                                          |
| СДС                               | 16                                    | 11                                          |
| ДНС                               | 12                                    | 4                                           |
| ПДП                               | 9                                     | 8                                           |
| СП                                | 7                                     | 9                                           |
| Заједно за БиХ                    | 4                                     | 3                                           |
| НДП                               | 4                                     | 2                                           |
| УС                                | 3                                     | 3                                           |
| ДЕМОС                             | -                                     | 4                                           |
| СПС                               | -                                     | 3                                           |
| НПС                               | -                                     | 3                                           |
| Независни посланици               | -                                     | 3                                           |
| Укупно                            | 83                                    | 83                                          |
| Извор: НСРС                       |                                       |                                             |

На крају сазива у октобру 2022. године:
|  | Позиција (53)  |
|  | Опозиција (30) |

## Народни посланици
За народне посланике су изабрани:
Савез независних социјалдемократа
| Презиме и име                             |
| ----------------------------------------- |
| 1. (Вишковић Радован)/Вуковић Радован[12] |
| 2. Врховац Дражен                         |
| 3. Вујичић Мирослав                       |
| 4. Ђајић Владо                            |
| 5. Жмирић Огњен                           |
| 6. Жунић Игор                             |
| 7. Јеринић Горан                          |
| 8. Кабић Драгослав                        |
| 9. Лакић Валерија                         |
| 10. Ловрић Милица                         |
| 11. Мазалица Срђан                        |
| 12. Марковић Обрен                        |
| 13. Милошевић Мара                        |
| 14. Перић Ромић Ранка                     |
| 15. Петровић Перо                         |
| 16. Поповић Младен                        |
| 17. (Поповић Саша)/Спасојевић Борис[13]   |
| 18. Стојичић Жељка                        |
| 19. Суботић Александар                    |
| 20. Таминџија Илија                       |
| 21. Тасовац Милутин                       |
| 22. (Тегелтија Зоран)/Антонић Момчило[14] |
| 23. Тешановић Гордана                     |
| 24. Трифковић Наташа                      |
| 25. Ћорић Недељко                         |
| 26. Шолаја Душица                         |
| 27. (Шпирић Никола)/Радуловић Наташа[12]  |
| 28. Шулић Денис                           |
Коалиција СДС — СРС РС — СРС
| Презиме и име                             | Промјена статуса током мандата |
| ----------------------------------------- | --- |
| 1. Бабаљ Дарко                            | |
| 2. Бабић Жељко                            | самостални посланик (од 2021)[15], потом члан НПС-а (2021—2022)[16], а од фебруара 2022. године члан Социјалистичке партије, у чијем клубу дјелује у НСРС.[17]     |
| 3. Бутулија Бранко                        | |
| 4. (Васић Костадин)/Мариловић Невенка[18] | члан Уједињене Српске (од 2018)[19][20] |
| 5. (Видић Зоран)/Јоксимовић Стево[21]     | |
| 6. Вукановић Небојша                      | |
| 7. Гламочак Недељко                       | |
| 8. Јошић Данијел                          | самостални посланик (од 2018)[22], у клубу посланика СНСД-а |
| 9. Караџић Јовићевић Соња                 | |
| 10. Марић Небојша                         | самостални посланик (од 2018)[22] |
| 11. (Марковић Иванка)/Николић Слађана[23] | |
| 12. Митрић Дарко                          | самостални посланик (од 2020), члан СДСС (од 2020), потом члан Републичке странке Српске (од 2021)[24] у НСРС дјелује у клубу посланика Социјалистичке партије[25] |
| 13. Станић Миладин                        | |
| 14. Стојановић Томица                     | |
| 15. Тубин Милан                           | члан Социјалистичкe партијe Српске (од 2021)[26], те члан СП-а (од септембра 2021), у чијем клубу дјелује у НСРС.[27]                                              |
| 16. Шешић Давор                           | самостални посланик (од 2022)[28], те члан СП-а (од маја 2022) у чијем клубу дјелује у НСРС.[29]                                                                   |
Демократски народни савез
| Презиме и име                            | Промјена статуса током мандата |
| ---------------------------------------- | --- |
| 1. Бањац Дарко                           | самостални посланик, потом члан НПС-а (од 2020)[30] |
| 2. Главаш Александар                     | |
| 3. Глигорић Славко                       | самостални посланик (од 2021),[31] потом члан Партије демократског прогреса 1999 (од 2021),[32] затим члан СП-а (од маја 2022) у чијем клубу дјелује у НСРС.[33] |
| 4. Дакић Милан                           | члан ДЕМОС-a (од 2018)[34] |
| 5. Ивић Душко                            | |
| 6. Малешевић Дане                        | |
| 7. (Поповић Ђорђе)/Цвијетиновић Дико[35] | Дико Цвијетиновић - самостални посланик, потом члан НПС-а (од 2020)[30]                                                                                          |
| 8. Радовић Милан                         | самостални посланик, потом члан СДС-a (од 2020)[36] |
| 9. Совиљ Мирко                           | |
| 10. Стевановић Споменка                  | члан ДЕМОС-a (од 2018)[34] |
| 11. Стојановић Споменко                  | члан ДЕМОС-a (од 2018)[34] |
| 12. Чубриловић Недељко                   | члан ДЕМОС-a (од 2018)[34] |
Коалиција ПДП — СС
| Презиме и име                              | Промјена статуса током мандата |
| ------------------------------------------ | ------------------------------ |
| 1. Будало Перица                           |                                |
| 2. Видовић Гордана (СС)                    |                                |
| 3. Вићановић Миленко                       |                                |
| 4. Галић Драган                            | члан НПС-а (од 2021)[16]       |
| 5. Крунић Љубиша                           |                                |
| 6. (Станивуковић Драшко)/Раденко Чупић[37] |                                |
| 7. Тривић Јелена                           |                                |
| 8. Црнадак Игор                            |                                |
| 9. Шврака Милан                            |                                |
Социјалистичка партија
| Презиме и име                       | Промјена статуса током мандата                           |
| ----------------------------------- | -------------------------------------------------------- |
| 1. Вулић Саво                       | члан СПС-a (од 2020)                                     |
| 2. Дорић Андреа                     | члан СПС-a (од 2020), те поново члан СП-а (од 2021).[38] |
| 3. (Ђокић Петар)/Стевић Далибор[12] |                                                          |
| 4. Марић Ристо                      |                                                          |
| 5. Селак Горан                      | члан СПС-a (од 2020)                                     |
| 6. Скоко Максим                     | члан СПС-a (од 2020)                                     |
| 7. Тодоровић Срђан                  |                                                          |
Коалиција Заједно за БиХ
| Презиме и име    | Промјена статуса током мандата              |
| ---------------- | ------------------------------------------- |
| 1. Братић Сенад  |                                             |
| 2. Перкунић Мијо | у НСРС дјелује у клубу СНСД-а (од 2019)[39] |
| 3. Рамић Един    |                                             |
| 4. Смајић Бегија |                                             |
Коалиција НДП — НС — СНС — Слобода
| Презиме и име                                | Промјена статуса током мандата                                                                        |
| -------------------------------------------- | --- |
| 1. Јандрић Крсто                             | самостални посланик (од 2019)[40]                                                                     |
| 2. Стевановић Наташа                         | |
| 3. (Фулурија Александар)/Будимир Балабан[41] | Будимир Балабан - самостални посланик (од 2021), члан ДЕМОС-a, али званично није у њиховом клубу [42] |
| 4. Чавић Драган                              | |
Уједињена Српска
| Презиме и име                                   | Промјена статуса током мандата |
| ----------------------------------------------- | ------------------------------ |
| 1. Драгишић Маринко                             |                                |
| 2. Петковић Милан                               |                                |
| 3. (Тривић Наталија)/Мирела Кајкут Зељковић[12] |                                |